# Aikatsu!
Aikatsu! (hay Aikatsu! Idol Activity) (アイカツ! アイドルカツドウ Aikatsu! Aidoru Katsudō!) là một trò chơi sưu tập thẻ arcade trong dòng máy Data Carddass của Bandai, ra mắt vào tháng 10 năm 2012. Trò chơi xoay quanh việc sử dụng các thẻ sưu tập có nhiều loại quần áo khác nhau để giúp các thần tượng tham vọng vượt qua các buổi thử giọng. Một anime truyền hình do Bandai Namco Filmworks (tên cũ : Sunrise) chuyển thể bắt đầu phát sóng trên TV Tokyo từ ngày 8 tháng 10 năm 2012 (Tokyo MX phát sóng lại anime vào năm 2019). Vào năm 2015, việc sản xuất chuyển từ Sunrise sang công ty con của hãng phim là Bandai Namco Pictures (còn gọi là BN Pictures). Hai bộ phim lần lượt ra mắt vào tháng 12/2014 và tháng 8/2015. Ba bản chuyển thể manga đã được xuất bản bởi Shogakukan, cùng với bốn trò chơi Nintendo 3DS được xuất bản bởi Bandai Namco Games. Tại Việt Nam, bộ phim từng được phát sóng trên kênh các kênh ANT - BPTV3, SCTV3 với tên Nhiệt huyết thần tượng.

## Nội dung

### Phần 1
Ichigo Hoshimiya là một học sinh cấp hai bình thường, làm việc tại cửa hàng bento của mẹ cô. Một ngày nọ, sau khi tham dự một buổi hòa nhạc của Top Idol là Mizuki Kanzaki với Aoi Kiriya (người bạn thân nhất của cô ấy có kiến thức chuyên sâu về thần tượng) và Raichi Hoshimiya (em trai của Ichigo), đã để lại ấn tượng rất lớn để Ichigo trở thành Idol và thực hiện Aikatsu (từ chỉ những hoạt động thần tượng của một Idol). Sau đó, Aoi nói với Ichigo rằng cô sẽ đăng ký vào một học viện có tên là Starlight Academy (một trường chỉ dành riêng cho nữ, đào tạo các cô gái trở thành thần tượng) và rủ Ichigo cùng đăng ký với cô. Ngay từ buổi biểu diễn tuyển sinh, Ichigo đã làm được special appeal (một loại trình diễn đặc biệt rất khó để làm). Sau khi cô và bạn thân là Aoi vượt qua vòng tuyển sinh, Ichigo bắt đầu cuộc sống Idol của mình. Cô cùng các bạn của mình trải qua vô vàn những niềm vui cũng như khó khăn trong hành trình trở thành những Idol thực thụ. Ichigo cùng với Aoi và Ran Shibuki thành lập 1 unit có tên là Soleil. Ichigo cùng em trai là Raichi còn phát hiện được mẹ mình và cô hiệu trưởng Mitsuishi Orihime chính là cặp đôi huyền thoại Masquerade. Trong phần này, sau khi thành công trong việc thực hiện Aikatsu, Ichigo đã quyết định sẽ tiếp tục thực hiện Aikatsu của mình tại đất nước Hoa Kỳ.

### Phần 2
Với sự phát triển của 1 ngôi trường đào tạo Idol mới - Dream Academy (gọi tắt là DreAca), Starlight Academy ở trong tình trạng khó khăn khi phải đối mặt với 1 đối thủ nặng kí như DreAca. Lúc này Ichigo đột nhiên trở về sau khi thực hiện Aikatsu của mình tại đất nước Hoa Kỳ. Với những tân binh như Sora Kazesawa, Maria Himesato, Otoshiro Seira cùng với producer kiêm Idol là Saegusa Kii, DreAca nổi lên rất nhanh. Ichigo và các bạn sẽ còn phải cố gắng hơn nữa để có thể dành ngôi vị Top Idol. Trong phần này, Ichigo cùng với Seira tạo thành 1 unit mang tên 2wingS, đấu với unit WM do Mizuki và Mikuru Natsuki thành lập

### Aikatsu! The Movie
Được diễn ra trong bối cảnh ở phần 2, Ichigo đã được cho phép để mở 1 show đại hội của riêng mình. Cô quyết định đặt tên cho nó là Đại hội StarMiya Ichigo. Nhờ đại hội đó mà Ichigo đã lên Top Idol.

### Phần 3
Phần này xoay quanh Akari Ozora, thế hệ nối tiếp Ichigo. Từ nhỏ, Akari Ozora đã là fan cuồng của Ichigo. Sau khi trượt ở vòng tuyển sinh của trường Starlight Academy, cô tiếp tục tham gia cuộc thi The Graduation Album (một cuộc thi của học viện Starlight Academy giúp cho các cô gái có thể vào thẳng trường này mà không cần qua xét tuyển, gần giống như học bổng) do Soleil làm ban giám khảo và đã được chọn (phần 2). Cùng với những người bạn mới của cô là Sumire Hikami, "Tuyết hoa trên sân khấu", và thần tượng kỳ cựu Hinaki Shinjo, họ cùng nhau thực hiện Aikatsu và thành lập 1 unit mang tên Luminas.

### Phần 4
Trước khi chiến thắng cuộc thi Starlight Queen Cup và trở thành Starlight Queen, Akari và các bạn quyết định dấn thân vào một hành trình mới. Họ tổ chức một tour du lịch toàn quốc trên khắp Nhật Bản. Trên đường đi, họ bắt gặp nhiều thần tượng đến từ các khu vực khác nhau của đất nước. Tại Hokkaido, họ gặp Nono Daichi và Lisa Shirakaba, hai cô gái thường dân và được Luminas truyền cảm hứng cho họ để trở thành Idol ở học viện Starlight Academy và thực hiện Aikatsu.

### Aikatsu! 10th STORY ~STARWAY To The Future~
Là một chuỗi tập đặc biệt nhằm kỉ niệm 10 năm của phim. Phần đầu của phim diễn ra sau tập cuối của phần 4 và phần sau lấy bối cảnh 4 năm sau khi Ichigo tốt nghiệp Starlight School.

## Các nhân vật
- Hoshimiya Ichigo
- Kiriya Aoi
- Shibuki Ran
- Kanzaki Mizuki
- Tōdō Yurika
- Ichinose Kaede
- Arisugawa Otome
- Kitaoji Sakura

- Natsuki Mikuru
- Seira Otoshiro
- Kī Saegusa
- Maria Himesato
- Sora Kazesawa

## Phương tiện truyền thông

### Anime
Phiên bản Anime được sản xuất bởi Bandai Namco Filmwork (chuyển giao cho Bandai Namco Pictures từ tập 127) và chiếu trên kênh TV Tokyo. 

### Manga
Manga được viết bởi Banbi Shirayuki và được đăng trên tạp chí Ciao của nhà xuất bản Shogakukan